# Ambulante Pflege

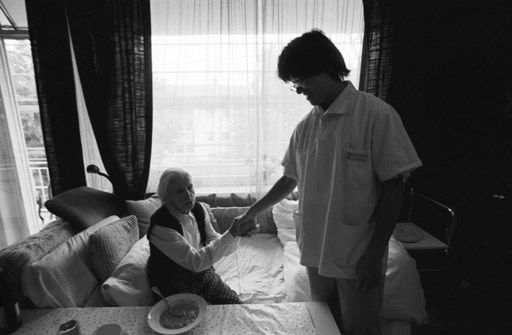
Eine Seniorin wird in ihrer Wohnung ambulant betreut

Ambulante Pflege ist die professionelle pflegerische und hauswirtschaftliche Versorgung von pflegebedürftigen Menschen in ihrer häuslichen Umgebung, die durch mobile (ambulante) Pflegedienste erbracht wird. In der Schweiz wird die Bezeichnung Spitex verwendet (spitalexterne Pflege), in Österreich wird zwischen Heimhilfe und Hauskrankenpflege unterschieden.
Ziel der ambulanten Pflege ist es, dass pflegebedürftige Menschen in der häuslichen Umgebung verbleiben können. Dazu sucht der mobile Dienst den Klienten mehrmals wöchentlich bis mehrmals täglich zuhause auf. Erbracht werden die jeweils verordneten Pflege-, Untersuchungs- und Behandlungsleistungen in einem bestimmten zeitlichen Rahmen.
Manche ambulanten Dienste verfügen über Zusatzqualifikationen, beispielsweise in Palliativpflege für schwerstkranke und sterbende Menschen. Im Rahmen der Spezialisierten ambulanten Palliativversorgung
können zusätzliche Leistungen erbracht werden, die über die allgemeine Grund- und Behandlungspflege hinausgehen. Außerklinische Intensivpflege als weitere Spezialisierung ambulanter Krankenpflege ermöglicht schwerkranken oder langzeitbeatmeten Patienten, im häuslichen Umfeld versorgt zu werden, wozu auch spezialisierte Wohn- und Pflegeeinrichtungen gehören.
Je nach Pflegegrad und ärztlicher Verordnung werden Leistungen der Ambulanten Pflege von den jeweiligen Kostenträgern übernommen.

## Deutschland

### Leistungsumfang
Pflegesachleistungen der häuslichen Pflege werden – abhängig vom ermittelten Pflegegrad – von der Pflegeversicherung nach SGB XI erstattet. Dagegen werden Leistungen der häuslichen Krankenpflege von der Krankenversicherung gemäß § 37 SGB V bezahlt. Entgegen pflegewissenschaftlichen Erkenntnissen wird im Gesetzestext zwischen „Grund“- und „Behandlungs“pflege unterschieden, ohne diese Begriffe zu definieren. Zur Deckung der Grundpflege oder hauswirtschaftlichen Versorgung kann es sich dabei um Geldleistungen oder ambulante Pflegesachleistungen handeln. Die Behandlungspflege wird als Unterstützungsleistung für die ambulante ärztliche Versorgung nur aufgrund einer ärztlichen Verordnung erstattet.

### Statistik
Im Jahr 2009 wurden 69 % aller Pflegebedürftigen (1,62 Millionen) in ihrem häuslichen Umfeld versorgt. Bei 1.066.000 Pflegebedürftigen ist davon auszugehen, dass sie alleine durch Angehörige gepflegt, da sie ausschließlich Pflegegeld erhielten. Die Pflege der verbleibenden 555 000 Pflegebedürftigen wurde zusammen mit oder vollständig durch ambulante Pflegedienste erbracht.
Unter den zugelassenen ambulanten Pflegediensten befand sich 2009 die Mehrzahl mit 62 % in privater Trägerschaft und 37 % in freigemeinnütziger Trägerschaft. Werden die Anteile der Trägerarten jedoch auf die Größe der Einrichtungen bezogen, so dürfte der Anteil der Privaten etwas geringer ausfallen, der von frei-gemeinnützigen und öffentlichen Einrichtungen etwas höher, da die privaten Betreiber bei den nach Personalbestand und Patientenzahl kleineren Einrichtungen überrepräsentiert sind.
Da allerdings – so eine in den letzten Jahren vermehrt kommunizierte Befürchtung – das familiale/informelle und professionelle Pflegepotential nicht mehr ausreichend erscheint, um den erwarteten Hilfebedarf der älter werdenden Bevölkerung abdecken zu können, wird vermehrt freiwilliges Engagement in der Übernahme sorgender/pflegerischer Tätigkeiten für ältere Personen gefordert. Dies geht nicht nur zu Lasten der Bedürfnisbefriedigung derjenigen, die dieser Tätigkeiten bedürfen, hierdurch werden auch geschlechtsspezifische Ungleichheiten aus der familialen und professionellen Pflege reproduziert.
Stefan Sell veröffentlicht im Mai 2019 Zahlen zur Altersstruktur in der ambulanten Pflege in Deutschland. Demnach sind 2017 etwa 40 Prozent der Pflegekräfte älter als 50 Jahre. Im Februar 2023 veröffentlichte die Pflegekammer Nordrhein-Westfalen Zahlen aus den Mitgliedsdaten. Demnach sind ein Drittel der registrierten Pflegefachpersonen, die in der ambulanten Versorgung arbeiten, über 55 Jahre alt und geht bald in Rente.
Nach Angaben der Berufsgenossenschaft für Gesundheitsdienst und Wohlfahrtspflege waren 290.700 Menschen im Jahr 2011 und zehn Jahre später 443.000 in der ambulanten Pflege beschäftigt.

## Österreich
Pflegegeld wird nach dem Bundespflegegeldgesetz je nach Pflegestufe zumeist vom Pensionsversicherungsträger ausbezahlt, dabei erhalten Pflegebedürftige in der Pflegestufe 7 den Höchstbetrag. Über das Pflegegeld kann der Empfänger frei verfügen, um sich die seinen Bedürfnissen entsprechenden Hilfeleistungen zu sichern.
Als ambulante pflegerische Unterstützung werden Heimhilfe und Hauskrankenpflege angeboten:
Die Heimhilfe leistet unter anderem Hilfe bei der Haushaltsführung (beispielsweise Einkaufen und Kochen), unterstützt bei der Körperpflege und beim An- und Ausziehen, begleitet zum Arzt oder zur Apotheke. Diese Tätigkeiten dürfen von Heim- oder Pflegehelfern durchgeführt werden.
Die Hauskrankenpflege erfolgt durch diplomiertes Pflegepersonal, welches nur medizinische Leistungen und qualifizierte Pflegeleistungen durchführt. Sie gehört seit 1992 zu den Pflichtleistungen der sozialen Krankenversicherung. Zu den Leistungen der Hauskrankenpflege gehört das Vorbereiten und Verabreichen von Arzneimitteln und Injektionen, Wundversorgung und Verbandwechsel; Blutdruckkontrolle, Blutzuckermessen, Setzen von Kathetern und Sonden, aktivierende Pflege, Mobilisation und schmerzlindernde Pflege.